# Manuel Díaz (escrime)
Manuel Diaz (né le 8 avril 1874 à La Havane et décédé le 20 février 1929) était un escrimeur cubain pratiquant le sabre et le fleuret. Il a été double champion olympiques au cours des Jeux olympiques d'été de 1904.
Il a la particularité d’être médaillé d’or sous deux drapeaux différents pendant les mêmes Jeux olympiques  : il a gagné l’épreuve de sabre individuel sous le drapeau de son pays, Cuba, et l’épreuve de fleuret par équipe sous la bannière d’une équipe internationale regroupant des tireurs cubains et américains.

## Palmarès
- Jeux olympiques
  -  Champion olympique de sabre en 1904 aux Jeux olympiques de Saint-Louis.
  -  Champion olympique de fleuret par équipe en 1904 aux Jeux olympiques de Saint-Louis.